# Dies irae (film)
Dies irae è un film del 1943 diretto da Carl Theodor Dreyer.
Prodotto e girato in Danimarca durante l'occupazione nazista e tratto dal dramma teatrale Anne Pedersdotter (1906) del norvegese Hans Wiers-Jenssen, è il quarto film sonoro del regista ed è considerato come una delle massime espressioni della sua arte, "una vetta nell'itinerario di Dreyer e nella storia del cinema".

## Trama
Nella Danimarca del 1623, il pastore di una piccola comunità, Absalon Perderssön, è sposato con la giovane Anne. Quando Anne era ancora una bambina, sua madre venne scagionata dall'accusa di stregoneria, proprio per intervento del rispettatissimo pastore. Marte Herlofs è un'anziana che, accusata di essere una strega, evita il linciaggio rifugiandosi in casa di Absalon. È convinta di ricevere protezione perché sa del segreto di Absalon. Il vecchio pastore infatti salvò la mamma di Anne pur sapendo che era una strega, proprio per poter avere un giorno la mano di sua figlia. Marte invoca l'aiuto di Anne, rendendola cosciente delle sue ascendenze da strega, poi confessa e viene portata al rogo, senza svelare il segreto di Absalon.
Absalon è sempre più tormentato dal suo passato mentre Anne, che intanto mostra interessi per le arti magiche, si lascia andare all'amore per Martin, il figlio avuto da Absalon nel suo primo matrimonio. Quando rivela a suo marito la verità, il suo desiderio di liberarsene si avvera: Absalon muore improvvisamente. Merete, l'anziana madre del pastore, la accusa di maleficio e finisce per convincere lo stesso Martin della natura di strega della sua amante/matrigna. Il dolore dato dalla mancata fiducia del suo amante fa venir meno ad Anne la voglia di lottare. Così la donna si autoaccusa e si prepara al rogo.

## Commento
Il rigore stilistico di Dreyer raggiunge una delle vette più elevate in questa perfetta ricostruzione storica della Danimarca del Seicento.
Dopo aver girato Vampyr, Carl Theodor Dreyer intende realizzare nuovi film basati su una tecnica più teatrale rispetto a quella impiegata nei lavori precedenti, senza per questo scadere in quel genere che, quasi sempre in senso spregiativo, viene definito “teatro filmato”. Dies Irae è il primo dei tre lungometraggi che il regista dirige sulla base di questa sua nuova idea.
Le lunghe sequenze girate in interni, l'intensità dei volti incorniciati dai primi piani, le scenografie essenziali e austere sono elementi riscontrabili in tutta l'opera di Dreyer anteriore a Dies irae; ma con questo film egli porta a compimento quel “realismo d'atmosfera” e quella “tensione che si crea nella calma” che saranno successivamente ripresi con esiti altrettanto notevoli in Ordet e Gertrud.
La prevalenza delle riprese in interni sottolinea il senso di oppressione che incombe sui vari personaggi del film e le poche scene girate all'aria aperta, lungi dall'essere liberatorie, contribuiscono ad accrescere quella medesima sensazione. Anche se i protagonisti possono concedersi qualche istante di libertà camminando nei campi o riposando lungo le rive del fiume, si comprende facilmente che questi brevi momenti non sono altro che temporanee sospensioni nella continuità di una vita impregnata di convenzioni religiose e dominata da rigidi rapporti gerarchici.
L'universo di Dies irae è un universo chiuso, dove le persone vivono strette le une accanto alle altre nelle città o in piccoli villaggi circondati dagli immensi spazi spopolati in cui la natura (e quindi l'ignoto) regna incontrastata. I paesaggi rurali possono pertanto divenire una potenza ostile (come nella scena in cui Absalon ritorna a casa attraversando la campagna spazzata dal vento) o recare in sé il presagio dell'incertezza e della solitudine (Anne abbandonata da Martin in un prato avvolto da una fitta nebbia).
In Dies irae ogni rappresentazione è totalmente funzionale al pensiero del regista, che si propone di riorganizzare la realtà da un punto di vista completamente antinaturalistico per dare il massimo rilievo agli aspetti drammatici della sua opera filmica. Perfino la Storia si piega a questo ideale cinematografico: la stessa ricostruzione scenografica della Danimarca secentesca, benché molto accurata, è ben lontana dal limitarsi a un semplice procedimento di riproduzione degli ambienti domestici e degli usi e costumi di quell'epoca.
Dreyer stabilisce una connessione tra la cultura e la mentalità del XVII secolo e quelle del XX, arrivando a mostrare la stregoneria e la magia come fenomeni attuali e “reali” e rendendo in tal modo esplicito il conflitto interiore tra l'aspirazione degli uomini a condurre una vita religiosamente onesta e il loro bisogno di assecondare i propri istinti e le proprie passioni.
Ricorrono alcuni temi cari al regista e già presenti ne La passione di Giovanna d'Arco, primo fra tutti quello della figura femminile che soffre a causa della società in cui vive e dalla quale non può fuggire se non con l'accettare la morte o col ritirarsi in solitudine (come farà Gertrud, altro personaggio femminile protagonista del film omonimo di Dreyer).

## Curiosità
- Il titolo lo si deve alla sequenza del requiem che accompagnava al rogo i condannati, appunto il Dies irae, il cui testo è citato in apertura e in chiusura in sostituzione dei titoli di testa e di coda.
- Il rogo della strega Marte Herlofs ricorda un'incisione su rame di Jan Luyken del 1685 nella quale è rappresentata l'esecuzione di Anne Hendricks, avvenuta ad Amsterdam nel 1571.
- Nella versione doppiata in lingua italiana è stata tagliata la scena nella quale Laurentius, prima di morire, si comunica sotto le due specie.
- L'attore Preben Lerdorff Rye tornerà a recitare nel successivo lungometraggio di Dreyer, Ordet, dove interpreterà il ruolo di Johannes, un uomo dolorosamente e disperatamente segnato dalla fede.
- Lisbeth Movin e Preben Lerdorff Rye reciteranno ancora insieme nel film Il pranzo di Babette (1987) interpretando le parti della vedova e del capitano. In una scena di questo film i due personaggi rievocano un loro amore giovanile sbocciato quando lei era già sposata a un altro uomo.
- Il film è annoverato tra le terrificanti visioni a cui erano costretti gli impiegati ne Il secondo tragico Fantozzi, assieme a L'uomo di Aran di Flaherty, La corazzata Potëmkin e Il gabinetto del dottor Caligari. In tale occasione al lungometraggio viene attribuita la spropositata durata di sei ore.
- Mentre nel film il tribunale che condanna Anne è ecclesiastico, nella realtà, cui si ispira il film, era civile.